# Galerudolphia stephani
Galerudolphia stephani là một loài bọ cánh cứng trong họ Chrysomelidae. Loài này được Bolz & Wagner miêu tả khoa học năm 2005.